# Peter Tschernko

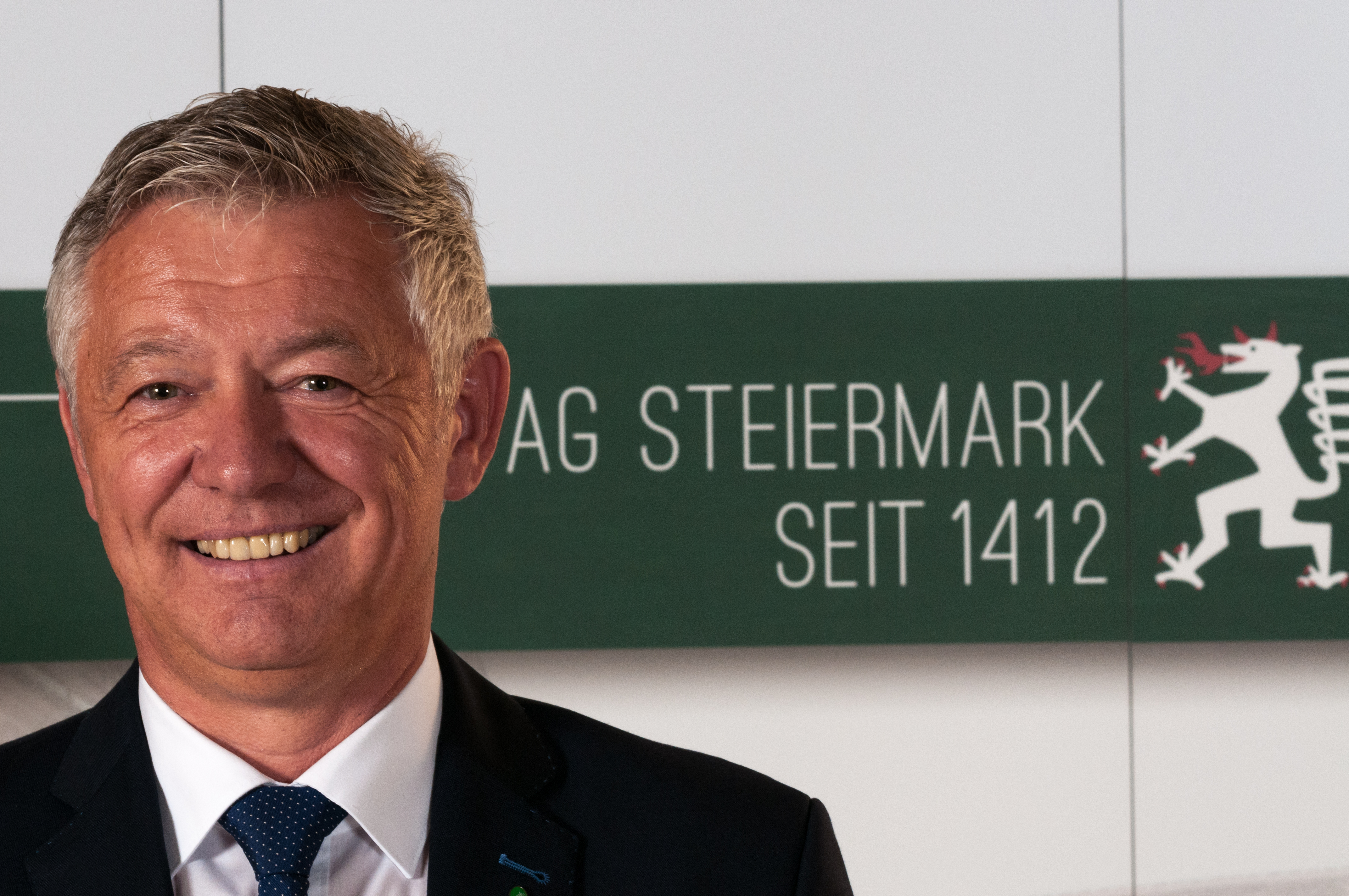
Peter Tschernko, 2016

Peter Tschernko (* 22. Februar 1960) ist ein österreichischer Politiker (ÖVP). Er war von 1996 bis 2019 Abgeordneter zum Steiermärkischen Landtag.

## Leben
Tschernko besuchte nach der Volks- und Hauptschule eine Fachschule für Sozialarbeit und erlernte den Beruf des Bürokaufmanns. Zudem legte er die Berufsreifeprüfung ab und absolvierte einen Lehrgang für die Erwachsenenbildung. Zudem leistete er zwischen April und November 1979 seinen Präsenzdienst beim Landwehrstammregiment 53 in Graz ab. Beruflich war Tschernko zuletzt als Vertragsbediensteter karenziert.
Tschernko trat 1988 der Jungen Volkspartei bei und übernahm 1990 das Amt des Bürgermeisters von Eichberg-Trautenburg. Er ist zudem seit 1995 Bezirksobmann des ÖAAB im Bezirk Leibnitz und war ab 1996 Abgeordneter zum Steiermärkischen Landtag. Zudem wurde er 2000 zum Ortsparteiobmann der ÖVP-Eichberg-Trautenburg gewählt. Er war im ÖVP-Landtagsklub Bereichssprecher für Tourismus und sieht seine politischen Schwerpunkte zudem in den Bereichen Soziales und Ländlicher Raum. Nach der Landtagswahl 2019 schied er aus dem Landtag aus.
Tschernko ist verheiratet und Vater einer Tochter.

## Auszeichnungen
- 2020: Großes Goldenes Ehrenzeichen des Landes Steiermark[2]